# Sílení
Šílení (bra Insanidade) é um filme de terror nipo-tcheco-eslovaco de 2006 dirigido e escrito por Jan Švankmajer, com base em histórias de Edgar Allan Poe e Marquês de Sade.
Foi selecionado como represente da República Tcheca à edição do Oscar 2007, organizada pela Academia de Artes e Ciências Cinematográficas.[carece de fontes?]

## Elenco
- Pavel Liška
- Jan Tříska
- Anna Geislerová
- Martin Huba
- Jaroslav Dušek
- Pavel Nový